# Клер, Элизабет де
Элизабет де Клер (16 сентября 1295 — 4 ноября 1360) — младшая из трёх дочерей Гилберта де Клера, 7-го графа Глостера и 6-го графа Хартфорда, и Джоанны Акрской (дочери короля Эдуарда I).
Наследница Клера (1317; Clare, Suffolk), Чепстоу и Карлеона (1320), покровительница колледжа Клер в Кембриджском университете.

## Семья
- В 1308 году вышла замуж за Джона де Бурга (умер в 1313), наследника графа Ольстера.
- В 1316 году вышла замуж за Тибо де Вердена (Теобальда Верденского) (умер в 1316).
- В 1317 году вышла замуж за Роджера Дамори, барона Дамори (умер в 1322).

В этих браках родились трое детей.
- первый брак: Уильям де Бург, 3-й граф Ольстер (1312—1333), был женат на Мод Ланкастерской, дочери Генри, 3-го графа Ланкастера.
- второй брак: Изабель де Верден (1317—1349), была замужем за Генри де Феррерсом, 2-м лордом Феррерс из Гроуби.
- третий брак: Элизабет Д’Амори (1318—1362), была замужем за Джоном Бардольфом, 3-м бароном Бардольф.